# Tolmerus hisamatsui
Tolmerus hisamatsui là một loài ruồi trong họ Asilidae. Tolmerus hisamatsui được Tagawa miêu tả năm 1981. Loài này phân bố ở vùng Cổ Bắc giới và châu Á.